# Diane-Capelle
Diane-Capelle és un municipi francès, situat al departament del Mosel·la i a la regió del Gran Est. L'any 2007 tenia 224 habitants.

## Demografia

### Població
El 2007 la població de fet de Diane-Capelle era de 224 persones. Hi havia 84 famílies, de les quals 20 eren unipersonals (8 homes vivint sols i 12 dones vivint soles), 28 parelles sense fills, 24 parelles amb fills i 12 famílies monoparentals amb fills.
La població ha evolucionat segons el següent gràfic:
Habitants censats

### Habitatges
El 2007 hi havia 348 habitatges, 94 eren l'habitatge principal de la família, 249 eren segones residències i 5 estaven desocupats. 340 eren cases i 8 eren apartaments. Dels 94 habitatges principals, 80 estaven ocupats pels seus propietaris, 12 estaven llogats i ocupats pels llogaters i 2 estaven cedits a títol gratuït; 1 tenia una cambra, 2 en tenien dues, 6 en tenien tres, 16 en tenien quatre i 69 en tenien cinc o més. 88 habitatges disposaven pel capbaix d'una plaça de pàrquing. A 41 habitatges hi havia un automòbil i a 43 n'hi havia dos o més.

### Piràmide de població
La piràmide de població per edats i sexe el 2009 era:
| Homes | Edats   | Dones |
| ----- | ------- | ----- |
| 0     | 95 o +  | 0     |
| 1     | 90 a 94 | 0     |
| 3     | 85 a 89 | 1     |
| 1     | 80 a 84 | 2     |
| 5     | 75 a 79 | 4     |
| 8     | 70 a 74 | 9     |
| 8     | 65 a 69 | 14    |
| 8     | 60 a 64 | 7     |
| 4     | 55 a 59 | 3     |
| 6     | 50 a 54 | 6     |
| 7     | 45 a 49 | 8     |
| 10    | 40 a 44 | 8     |
| 8     | 35 a 39 | 9     |
| 5     | 30 a 34 | 6     |
| 1     | 25 a 29 | 3     |
| 8     | 20 a 24 | 2     |
| 4     | 15 a 19 | 8     |
| 6     | 10 a 14 | 5     |
| 8     | 5 a 9   | 10    |
| 2     | 0 a 4   | 8     |

## Economia
El 2007 la població en edat de treballar era de 120 persones, 85 eren actives i 35 eren inactives. De les 85 persones actives 84 estaven ocupades (45 homes i 39 dones) i 1 aturada (1 dona i 1 dona). De les 35 persones inactives 16 estaven jubilades, 6 estaven estudiant i 13 estaven classificades com a «altres inactius».

### Ingressos
El 2009 a Diane-Capelle hi havia 96 unitats fiscals que integraven 247 persones, la mediana anual d'ingressos fiscals per persona era de 18.466 €.

### Activitats econòmiques
Dels 5 establiments que hi havia el 2007, 1 era d'una empresa de construcció, 1 d'una empresa de comerç i reparació d'automòbils, 1 d'una empresa d'hostatgeria i restauració, 1 d'una empresa immobiliària i 1 d'una entitat de l'administració pública.

## Equipaments sanitaris i escolars
El 2009 hi havia una escola elemental integrada dins d'un grup escolar amb les comunes properes formant una escola dispersa.

## Poblacions més properes
El següent diagrama mostra les poblacions més properes.